# Gilberto Manuel Pereira da Silva
Gilberto Manuel Pereira da Silva (Guimarães, 26 de Março de 1987) é um futebolista português, que joga actualmente no Sporting Clube da Covilhã